# Báňovice
Báňovice település Csehországban, a Jindřichův Hradec-i járásban. Báňovice Budíškovice, Staré Hobzí, Jemnice és Pálovice településekkel határos. Lakosainak száma 98 fő (2024. január 1.).

## Népesség
A település lakosságának változását az alábbi diagram mutatja:
| Lakosok száma | 178  | 184  | 170  | 142  | 115  | 110  | 104  | 104  | 108  | 98   |
|               | 1869 | 1900 | 1921 | 1961 | 1980 | 2011 | 2016 | 2019 | 2021 | 2024 |